# 電リクじゃんけん
電リクじゃんけん（でんりくじゃんけん）は1998年よりRKB毎日放送（RKBラジオ）で放送されている電話リクエスト番組である。2017年3月25日の放送をもって一旦終了したが、1年後の2018年4月7日より復活した。
放送開始から2018年10月までの番組タイトルは『たかちゃんの電リクじゃんけん』。「たかちゃん」は後述するパーソナリティである、山内・福地、山内の後任である山口のあだ名からついていたもので、当時はどちらも「たかちゃん」であったことからこのタイトルとなったが、福地が降板したこともあり、2018年10月6日より現番組名に改題された。

## 番組概要
リクエスト方法
- 基本的にリクエストは当日の電話のみの受付で、メール、FAX、ハガキでの受付はしていない[2]。8時の放送開始とともに電話受付開始[3]。12時15分[4]にリクエストは締め切り。
- 必ず本名でリクエストをしなければならず、ラジオネーム及び匿名でのリクエストは不可。

番組中の流れ
1. 「じゃんけんチャンス!」の決まり文句の後、山口がリスナーを紹介する。
2. 山口の「曲をどうぞー」と言われたらリスナーがリクエスト曲を言い、パーソナリティの2人とトークをする。
3. 準備が出来たら、リスナーは、山口または富永とじゃんけん（じゃんけん＆グー、チョキー、パーと言う）をする。
  - 勝ったらリクエスト曲が流れ、賞金3000円がもらえる。
  - 負けたらその時点で「またどうぞー」→「ごめんなさーい、またチャレンジしてくださいねー」と山口から言われ、終了。

## 放送時間
- 土曜日 08:00〜12:30 (JST。2021年4月〜)

「華結び」の開始に伴い放送時間を短縮。

### 過去の放送時間
- 土曜日 08:00〜12:45 (JST。2019年4月〜2021年3月)[5]

これまでの「安藤豊 どんどこサタデー」の枠を吸収し大幅に放送時間を拡大した。
- 土曜日 10:00〜12:45 (JST。2018年4月〜2019年3月)

2017年4月からの1年間は「土曜deアミーゴ!」が放送された。その後土曜午後枠へ移動したため、当番組が復活した。
- 土曜日 10:00〜13:00 (JST。2017年3月まで)

## パーソナリティ
- 富永倫子（通称とみちゃん）
- 龍山康朗

ピンチヒッター
- 鬼橋美智子（2018年9月1日、富永の代理。通称おにちゃん。「花の応援団シリーズ」で山口とも共演していたことから団長とも。）
- 赤塚亮太朗（2019年7月13日、山口の代理。いつもは同じ土曜日夜の「わなびぃず!」を担当している）

### 過去のパーソナリティ
- 山内孝徳（通称山内たかちゃん、2013年12月まで。2014年から福岡ソフトバンクホークスファーム投手チーフコーチに就任するため、降板。）
- 福地高子（通称福地たかちゃん、2018年7月まで。）

2018年7月まで番組内では「山口たかちゃん! 福地たかちゃん! 2人合わせてたかちゃんず」と呼んでおり、ジングルでもそのような文言があったが、富永の登板でそれが使えなくなったため、その文言もなくなったが、radikoでは今もなお使用している。
- 山口たかし（通称山口たかちゃん）

## コーナー

### 現在放送中のコーナー
- スナッピー・スポット - RKBラジオカー・スナッピーがエリア内の行楽スポットを紹介するコーナー。
- 高子の森羅万象
- 山口たかしの今週のひとネタ
- マルチメディア探検隊（ヨドバシカメラ マルチメディア博多 提供） - リポーターの茅原あいりがヨドバシカメラ・マルチメディア博多を訪れ、最新の商品などを店員に紹介インタビューをするコーナー。
- はぴねすくらぶラジオショッピング
- RKBヘッドライン・ラジオニュース（サニー 提供）（10:05頃・11:00・12:00）
- RKB天気予報（八女人形会館 提供）（10:25頃・11:25頃・12:05頃）
- RKB交通情報（10:25頃・11:25頃・12:25頃）

### 過去に放送したコーナー
- 山内たかちゃんの野球談義 - 元ホークスの投手であり、引退後は野球解説も務めてきた山内の本領発揮ともいえるコーナー。ホークスの最新情報はともかく、ウラ情報も豊富であった。山内の降板に伴い、2013年12月28日で終了。
- たかちゃんのマネーの目利き（証券知識普及プロジェクト 提供） - 山口とファイナンシャルプランナーの白浜仁子が証券投資の基礎知識について学んでいくコーナー。

## エピソード
- 番組の8割ぐらいはたっぷり5分程度はトークでき、曲もフルコーラスで聴く事が出来るが、エンディング前は、ほとんどトークもできない上.このときに電話がかかったリスナーに、山口が「何かおっしゃいたいことがありましたら…」と言い、曲も途中でカットされることが多い。稀に時報直前（かつてはスジャータの時報CMを流すため）のほか、交通情報や天気予報の時間になったときも曲がカットされることがある。
- 基本的にリクエストはどんな曲でもOKである。ただRKBラジオのリスナーの年齢層が高いこともあり、どちらかというと演歌･懐メロ系の昔の曲が多い傾向にある。リスナーが比較的若い層でも懐メロ系か90年代の曲が多い。
- リクエストするリスナーが多いため、電話が繋がらないことが多いが、パーソナリティ曰く、12時前後の時間帯は電話が繋がりやすくなるらしい[要出典]。
- ノベルティグッズは、「たかちゃんズセット」。パーソナリティがじゃんけんで負け越した数（(負けた数)－(勝った数)）と同じ数の人にプレゼントされ勝ち越しているときはプレゼントはない。
- エリア（福岡・佐賀県）外のリスナーからリクエストが来ることもあるが、大半はエリア内に来たトラックドライバーか、親戚がエリア内にあり、車で観光に来た人が偶然RKBラジオを合わせた人がほとんどである。
- たまにこの番組の放送が行われているAスタジオの様子を見学に来ているお客さんがお土産を持参した場合のみ勝負をすることもある。
- 毎年秋に開催されるRKBラジオ祭りでは、電話でのリクエストは休み、会場に来たお客さん1人ずつ選抜し、リクエストすることになっている。ただし、このときはあらかじめ局側が用意したリクエスト曲リストの中から選ばなければならない。
- 2010年のラジオまつりで番組オリジナルの商品を世に送り出そうと、朝倉市のあさくら堂（株式会社大成物産）協力の下、電リクじゃんけんパイまんじゅうを販売した。

## 特別番組
- お正月だよ!電リクじゃんけん（2021年1月2日 8:00〜17:00）[6]。